# NDUFV3
NDUFV3 (англ. NADH:ubiquinone oxidoreductase subunit V3) – білок, який кодується однойменним геном, розташованим у людей на короткому плечі 21-ї хромосоми. Довжина поліпептидного ланцюга білка становить 108 амінокислот, а молекулярна маса — 11 941.
| 10         |  | 20         |  | 30         |  | 40         |  | 50         |
| ---------- |  | ---------- |  | ---------- |  | ---------- |  | ---------- |
| MAAPCLLRQG |  | RAGALKTMLQ |  | EAQVFRGLAS |  | TVSLSAESGK |  | SEKGQPQNSK |
| KQSPPKKPAP |  | VPAEPFDNTT |  | YKNLQHHDYS |  | TYTFLDLNLE |  | LSKFRMPQPS |
| SGRESPRH   |  |            |  |            |  |            |  |            |

A: Аланін

C: Цистеїн

D: Аспарагінова кислота

E: Глутамінова кислота

F: Фенілаланін

G: Гліцин

H: Гістидин

K: Лізин

L: Лейцин

M: Метіонін

N: Аспарагін

P: Пролін

Q: Глутамін

R: Аргінін

S: Серин

T: Треонін

V: Валін

Кодований геном білок за функцією належить до фосфопротеїнів. 
Задіяний у таких біологічних процесах, як транспорт, транспорт електронів, дихальний ланцюг, альтернативний сплайсинг. 
Локалізований у мембрані, мітохондрії, внутрішній мембрані мітохондрії.